# 赫尼亚林
赫尼亚林（英語：Herniarin，也称为7-甲氧基香豆素，7-Methoxycoumarin）是一种伞形花内酯的衍生物，可在治疝草（Herniaria glabra）等植物中发现。